# Luis Enrique Tejeda Oliva
Luis Enrique Tejeda Oliva (Mulchén, 13 de mayo de 1904 - Viena, 24 de septiembre de 1983) fue un abogado, escritor y político chileno, militante del Partido Comunista de Chile. 

## Biografía
Nació en Mulchén, fue hijo de Francisco Antonio Tejeda Escobar y Ana Rita Oliva Godoy. Hermano del escritor Juan Tejeda. Realizó sus estudios en el Liceo de Aplicación. Luego ingresó a la carrera de Derecho en la Universidad de Chile donde se tituló de abogado y juró el 15 de marzo de 1928.
Estudió su doctorado en Jurisprudencia, con la especialidad de Criminalística en la Universidad Central de Quito.
Ejerció como abogado de criminalista en Los Ángeles donde se le conocía como "el abogado de los pobres" por su trabajo con los sindicatos.

### Matrimonios e hijos
Se casó en Los Ángeles el 12 de abril de 1930 con Telma Judith Moreira Martínez con quien tuvo cuatro hijos. En segundo matrimonio, se casó el 12 de mayo de 1946, con Genovita Gallegos Pezoa y tuvo otros cuatro hijos. 

## Vida pública
Entre 1924, fecha de su ingreso a la Universidad, y 1927 fue detenido en 27 oportunidades por sus actividades políticas, y desterrado a Ecuador.
En 1927 presidió el Centro de Alumnos de la Escuela de Derecho de su Universidad.
A partir de 1938 militó en el Partido Comunista de Chile donde alcanzó la dirigencia regional de su partido por 20 años.
Durante el Gobierno del presidente Carlos Ibáñez del Campo salió del país y a su retorno fue relegado a Mulchén, luego a Chiloé y más tarde, nuevamente a Mulchén. Producto de esto quedó postrado en cama por siete años en la ciudad de Los Ángeles donde continuó su trabajo político en contra del presidente organizando comités y escribiendo en su periódico clandestino "La Pulga". Como presidente del comando electoral de Gabriel González Videla, fue uno de los primeros relegados al campo de Prisioneros de Pisagua, luego a Lautaro y posteriormente a Alhué.
En las elecciones parlamentarias de 1965 fue elegido diputado por la 19.ª Agrupación Departamental "Laja, Mulchén y Nacimiento". Integró la Comisión Permanente de Constitución, Legislación y Justicia.
En las elecciones parlamentarias de 1969 resultó reelegido por la misma Agrupación Departamental, formando parte de la misma Comisión. 
En las elecciones parlamentarias de 1973 resultó reelegido nuevamente por la misma Agrupación Departamental, manteniéndose como miembro de la misma Comisión. El golpe de Estado del 11 de septiembre de 1973 puso término anticipado a su período parlamentario. Durante la dictadura de Augusto Pinochet partió al exilio y se estableció en Frankfurt, Alemania Occidental. Falleció en Viena, Austria, el 24 de septiembre de 1983.

## Historial electoral

### Elecciones parlamentarias de 1973
- Elecciones parlamentarias de 1973 para la 19ª Agrupación Departamental de La Laja, Nacimiento y Mulchén.[1]